# Agrippa d’Aubigné
Théodore Agrippa d’Aubigné (ur. 8 lutego 1552 w zamku Saint-Maury k. Pons, zm. 9 maja 1630 w Genewie) – francuski poeta, protestant i wieloletni przyjaciel późniejszego Henryka IV, z którym zerwał kontakty po jego przejściu na katolicyzm.

## Życiorys
Wychował się w rodzinie fanatycznego kalwinisty Jeana d’Aubigné, jako ośmiolatek miał zostać zmuszony przez ojca do przysięgi, że do końca życia będzie walczył z katolikami. Jego matka zmarła przy porodzie, a ojca, zabitego w czasie walk o Orlean, stracił w 1563. Uzyskał wykształcenie humanistyczne na pensji Mathieu Béroalda w Paryżu, następnie w Genewie pod kierunkiem Théodore'a de Bèze.
Mając 15 lat porzucił edukację, by zaciągnąć się do armii hugenockiej. Walczył w Normandii, Flandrii, następnie na południu, gdzie w 1573 został giermkiem króla Nawarry, późniejszego Henryka IV. Jego doświadczenia wojenne stały się inspiracją dla napisania tomu Poema tragiczne, który rozpoczął w 1577, lecząc się z ran odniesionych po Casteljaloux. W 1586 Henryk mianował go marszałkiem obozu i gubernatorem Oleron i Maillezais, obszaru, w którego zdobywaniu d’Aubigné wziął aktywny udział. Następnie potwierdził mu stanowisko wiceadmirała Gujenny i Bretanii. W 1583 ożenił się z Suzanne de Lezay, z którą miał syna Konstantego d’Aubigné (1585–1647), ojca madame de Maintenon. 
Po śmierci żony był związany z Jacqueline Chayer, z którą miał dwie córki, ale nigdy nie zalegalizował swojego związku. Do polityki wrócił w 1588 po zabójstwie Ludwika de Guise, jednak ponownie wycofał się z niej, gdy Henryk IV po wstąpieniu na tron przeszedł na katolicyzm.
Po wyjeździe do Genewy zajął się głównie pracą literacką, jednak jego dzieła nie zostały docenione przez współczesnych - odkrył je dopiero francuski romantyzm. W 1623 ożenił się z Renatą Burlamachi. Zmarł siedem lat później.

## Twórczość literacka
W młodość pisał sonety w duchu petrarkizmu. Większość prac d'Aubignego miała charakter polemiczny: w swoich wierszach i pamfletach wyraźnie nawiązywał do współczesnych mu wydarzeń, broniąc protestantyzmu i krytykując katolików. Na tle innych autorów swoich czasów wyróżniał się siłą wyrazu i pasją przekazu: odrzucał edukacyjną misję literatury i obiektywizm poety, twierdząc, że jego dzieła mają przede wszystkim poruszać.
Starzejący się poeta zwrócił się ku refleksji nad własnym życiem, pisząc Moje życie moim dzieciom, poemat, który stanowił krytyczną ocenę własnych działań i zarazem miał pełnić funkcje wychowawcze.